# Kaliman I. Assen
Kaliman I. Assen (bulgarisch Калиман I Асен, wissenschaftliche Transliteration Kaliman Asen, auch Koloman I. Assen; * 1234; † 1246) war zwischen 1241 und 1246 bulgarischer Zar aus der Dynastie Assen. Er war Sohn des Zaren Iwan Assen II. aus dessen zweiter Ehe mit der ungarischen Prinzessin Anna Maria, der Tochter des Königs Andreas II. von Ungarn. Da Kaliman mit seinen sieben Jahren noch minderjährig war, wurde das Land durch eine Regentschaft geführt.
Die kurze Herrschaft von Kaliman I. Assen war durch den Mongolen-Einfall von 1242/43 gekennzeichnet, als bei Batus Rückkehr aus Ungarn dessen Truppen Serbien und den Norden Bulgariens durchzogen. Angesichts der darauffolgenden Niederlagen verpflichtete sich die Regentschaft zu jährlichen Tributzahlungen an die Goldene Horde. Zu den außenpolitischen Problemen kamen noch innenpolitische. Eine Boljarengruppe um die dritte Ehefrau von Iwan Assen II., Irene Komnene, gelang schließlich 1246 die Ermordung des minderjährigen Kaliman I. und die Krönung des ebenfalls minderjährigen Michael II. Assen.